# Wilhelm Lennemann
Wilhelm Lennemann (* 24. September 1875 in Annen; † 23. Januar 1963 in Witten) war ein deutscher Schriftsteller.

## Leben
Wilhelm Lennemann war der Sohn eines Lehrers. Nach dem Besuch der Volksschule in Annen und eines Gymnasiums in Witten absolvierte er eine Lehrerausbildung an den Lehrerseminaren in Soest und Herdecke. Anschließend wirkte er von 1896 bis 1911 als Volksschullehrer in Iserlohn, daneben war er von 1907 bis 1913 Schriftleiter einer Zeitschrift des Kölner "Vereins für Evangelische Freiheit". Lennemann lebte in den folgenden Jahren als freier Schriftsteller an wechselnden Orten, u. a. in Köln, Königsberg und zuletzt wieder in Annen.
Wilhelm Lennemanns literarisches Werk umfasst Romane, Erzählungen und Gedichte.

## Werke
- Gedichte, Elberfeld 1903
- Aus Bauernlanden, Kiel 1904
- Saat und Sonne, Bremen 1905
- Peter Hille, Leipzig 1908
- Meine Ernte, Leipzig 1910
- Der deutsche Bauer, Cöln 1913
- Eisenzeit, M.-Gladbach 1915
- In Sturm und Stille, M.-Gladbach 1915
- Der Spion, M.Gladbach 1915
- Vergeßt sie nicht, die große Zeit, Cöln 1917
- Das Geheimnis der alten Bibel, Berlin 1923
- Kain, Berlin 1923
- Auge um Auge, Zahn um Zahn, Berlin 1924
- Bauerngeschichten, Frankfurt a. M. 1925
- Heilige Erde, Leipzig 1935
- Um Ehre und Eigen, Leipzig 1936
- Kassak, der Rivale, Reutlingen 1950
- Des Freiherrn von Münchhausen neue wunderbare Abenteuer, Bamberg 1954
- Der ewige Till, Bamberg 1955